# Dicercomyzon
Dicercomyzon is een geslacht van haften (Ephemeroptera) uit de familie Dicercomyzidae.

## Soorten
Het geslacht Dicercomyzon omvat de volgende soorten:
- Dicercomyzon costale
- Dicercomyzon femorale
- Dicercomyzon sjostedti
- Dicercomyzon verrierae